# Sljeme (Stubičke Toplice)
Sljeme is een plaats in de gemeente Stubičke Toplice in de Kroatische provincie Krapina-Zagorje. De plaats telt 1 inwoners (2001).